# Tomar
Pour les articles homonymes, voir Tomar (homonymie).
Tomar est une ville du Portugal. Située sur les rives du Nabão, la ville s'étend sur 351,2 km2 et regroupe environ 40 000 habitants.
Elle est située dans le district de Santarém, et se compose de seize paroisses.

## Histoire
Tomar a été fondée en 1160 comme quartier général des Templiers au Portugal et on peut encore y voir parmi les monuments les plus significatifs des Templiers en Europe : le château de Tomar qui contient en son sein le couvent de l'ordre du Christ et forme un complexe architectural exceptionnel en parfait état. Tomar a surtout pris de l'importance au XVe siècle, quand la ville est devenue le centre de l'expansion portugaise sous le règne de Henri le Navigateur.
En 1581, la ville est le siège des Cortes réunies par Philippe II d’Espagne pour se faire reconnaître roi de Portugal (Union ibérique).

## Démographie
| 1801   | 1849   | 1900   | 1930   | 1960   |
| ------ | ------ | ------ | ------ | ------ |
| 16 536 | 16 786 | 31 360 | 39 179 | 44 161 |

| 1981   | 1991   | 2001   | 2011   | 2021   |
| ------ | ------ | ------ | ------ | ------ |
| 45 672 | 43 139 | 43 007 | 40 674 | 36 413 |

## Monuments

### Chapelle du couvent de l'ordre du Christ
Située au cœur du château fort avec ses huit piliers centraux, la chapelle du couvent de l'ordre du Christ, inspirée du Saint-Sépulcre de Jérusalem, fut édifiée dans la deuxième moitié du XIIe siècle par les chevaliers du Temple. Lorsque le château devint le siège de l'ordre du Christ, elle connut de nombreuses modifications.
Le château et le couvent sont classés au patrimoine mondial par l'Unesco.

### Synagogue
Parfaitement conservée dans le quartier médiéval au centre de la ville, non loin de la Praça da Republica, la synagogue de Tomar date du XVe siècle. Elle est aujourd'hui le musée luso-hébraïque Abraham Zacuto du nom d'un célèbre scientifique de l'époque.

## Les seize paroisses laïques
- Além da Ribeira
- Alviobeira
- Asseiceira
- Beselga
- Carregueiros
- Casais
- Junceira
- Madalena
- Olalhas
- Paialvo
- Pedreira
- Sabacheira
- Santa Maria dos Olivais
- São João Baptista
- São Pedro de Tomar
- Serra

## Jumelages
Tomar est jumelée avec :
- Vincennes (France)
- Hadera (Israël)
- 🇫🇷 Moulin de Cassemouche (Yonne)

## Personnalités liées à la commune
- Irène de Tomar (VIe siècle), martyre ; célébrée le 20 octobre[2]
- Henri le Navigateur (XVe siècle), prince du Portugal
- Tamigni de Abreu (1856-1924), général
- Manuel Nunes Formigão (1883-1958), prêtre portugais, vénérable
- Fernando Lopes-Graça (1906-1994), compositeur

## Galerie

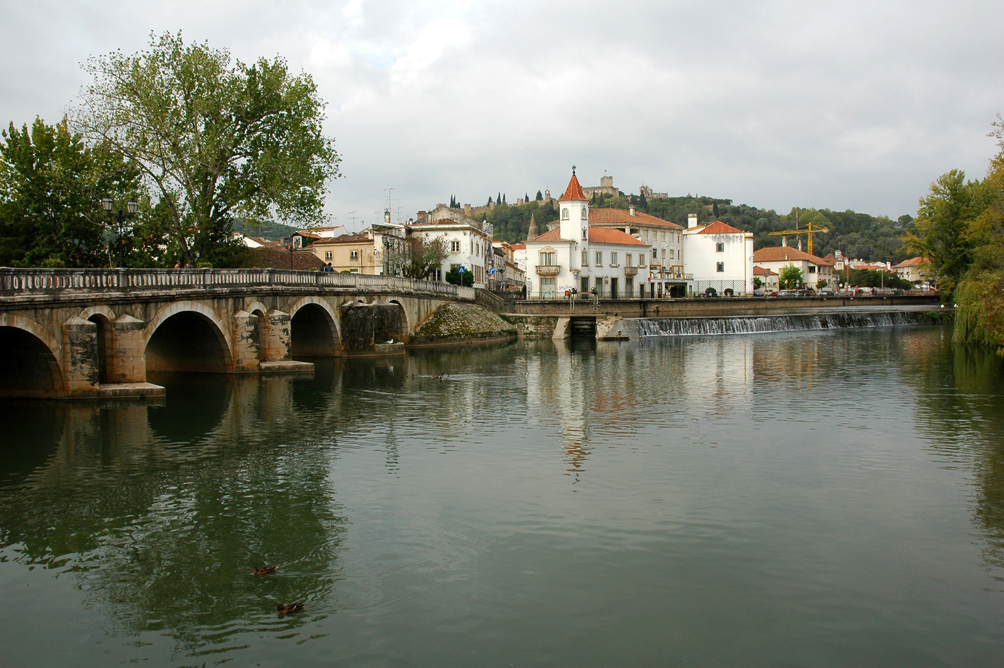
Le Nabão, avec au fond le château et le couvent de l'ordre du Christ.
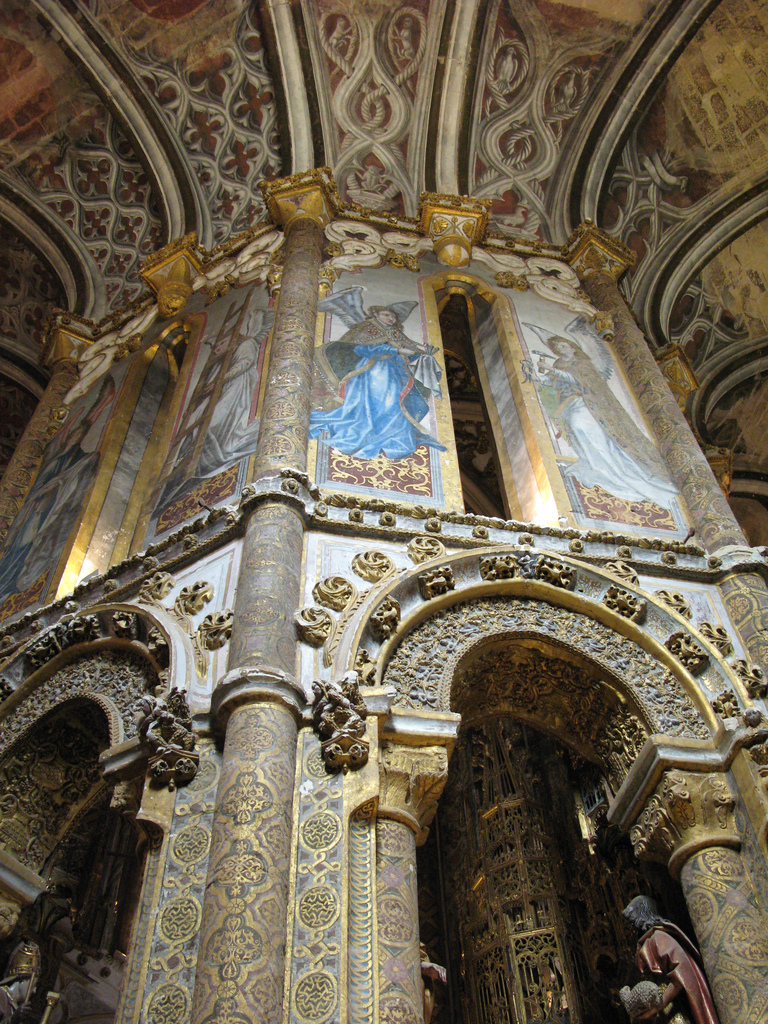
La chapelle primitive du couvent.
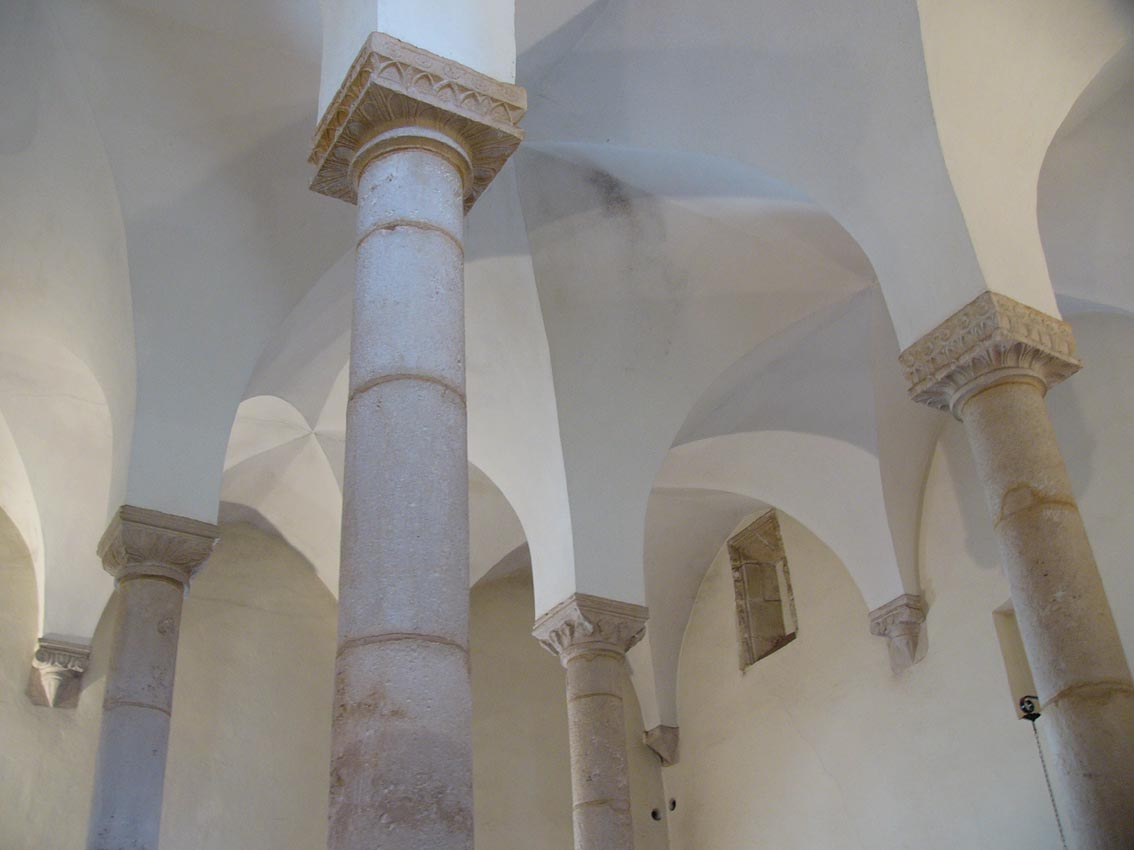
Intérieur de la synagogue.
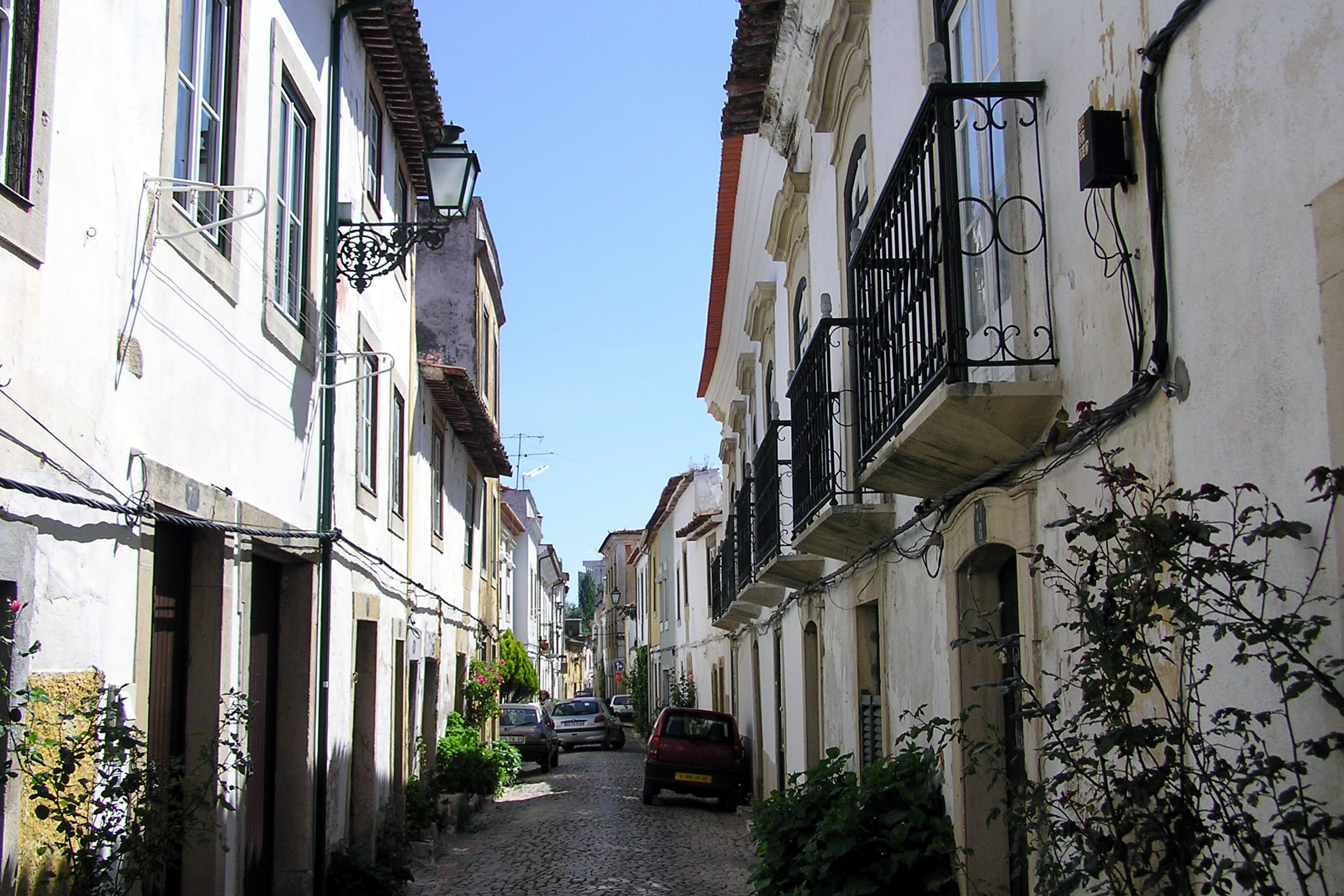
Une rue de Tomar.
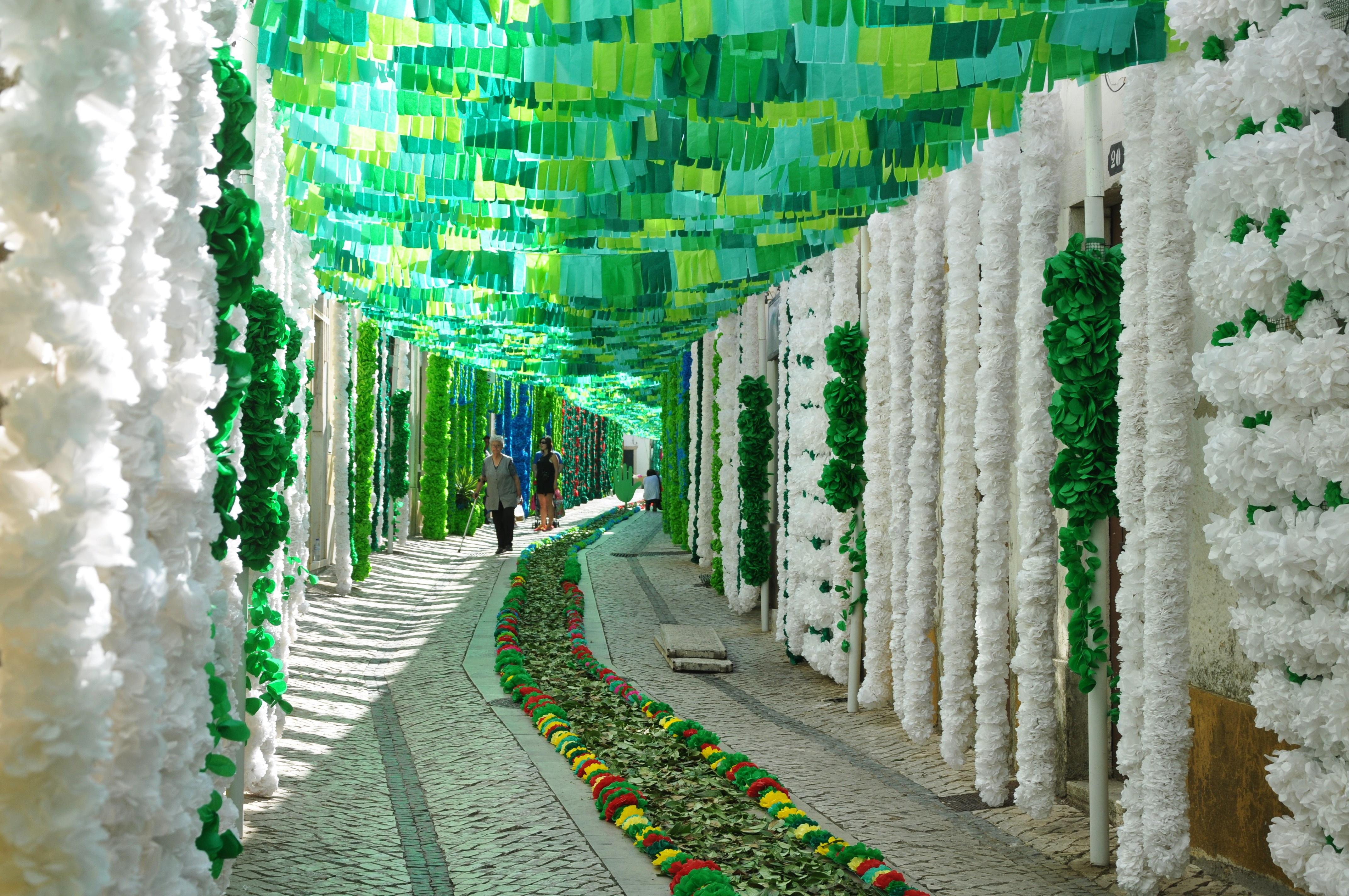
Rue décorée pour la  fête des Tabuleiros (pt).